# العلاقات الأوكرانية السيراليونية
العلاقات الأوكرانية السيراليونية هي العلاقات الثنائية التي تجمع بين أوكرانيا وسيراليون.

## مقارنة بين البلدين
هذه مقارنة عامة ومرجعية للدولتين:
| وجه المقارنة                                              | أوكرانيا                                   | سيراليون       |
| --------------------------------------------------------- | ------------------------------------------ | -------------- |
| المساحة (كم2)                                             | 603.63 ألف                                 | 71.74 ألف      |
| عدد السكان (نسمة)                                         | 45.55 مليون                                | 7.56 مليون     |
| الكثافة السكانية (ن./كم²)                                 | 75.46                                      | 105.38         |
| العاصمة                                                   | كييف                                       | فريتاون        |
| اللغة الرسمية                                             | اللغة الأوكرانية                           | لغة إنجليزية   |
| العملة                                                    | هريفنا أوكرانية، كاربوفانيتس، روبل سوفييتي | ليون سيراليوني |
| الناتج المحلي الإجمالي (بليون دولار)                      | 112.15 مليار                               | 3.77 مليار     |
| الناتج المحلي الإجمالي (تعادل القوة الشرائية) بليون دولار | 352.98 مليار                               | 10.13 مليار    |
| الناتج المحلي الإجمالي الاسمي للفرد دولار أمريكي          | 2.11 ألف                                   | 653            |
| الناتج المحلي الإجمالي للفرد دولار أمريكي                 | 8.66 ألف                                   | 1.97 ألف       |
| مؤشر التنمية البشرية                                      | 0.747                                      | 0.413          |
| رمز المكالمات الدولي                                      | +380                                       | +232           |
| رمز الإنترنت                                              | .ua، .укр ‏                                 | .sl            |
| المنطقة الزمنية                                           | ت ع م+02:00، ت ع م+03:00، توقيت شرق أوروبا | 00             |

## منظمات دولية مشتركة
يشترك البلدان في عضوية مجموعة من المنظمات الدولية، منها:
| علم المنظمة | اسم المنظمة                               | تاريخ انضمام أوكرانيا | تاريخ انضمام سيراليون |
| ----------- | ----------------------------------------- | --------------------- | --------------------- |
|             | مؤسسة التنمية الدولية                     | 27 مايو 2004          | 13 نوفمبر 1962        |
|             | يونسكو                                    | 12 مايو 1954          | 28 مارس 1962          |
|             | مؤسسة التمويل الدولية                     | 18 أكتوبر 1993        | 10 سبتمبر 1962        |
|             | منظمة حظر الأسلحة الكيميائية              | ?                     | ?                     |
|             | الأمم المتحدة                             | 24 أكتوبر 1945        | 27 سبتمبر 1961        |
|             | الاتحاد الدولي للاتصالات                  | 7 مايو 1947           | 30 ديسمبر 1961        |
|             | منظمة الشرطة الجنائية الدولية             | ?                     | ?                     |
|             | البنك الدولي للإنشاء والتعمير             | 3 سبتمبر 1992         | 10 سبتمبر 1962        |
|             | الاتحاد البريدي العالمي                   | ?                     | ?                     |
|             | المركز الدولي لتسوية المنازعات الاستشارية | 7 يوليو 2000          | 14 أكتوبر 1966        |
|             | وكالة ضمان الاستثمار متعدد الأطراف        | 19 يوليو 1994         | 20 يونيو 1996         |
|             | منظمة التجارة العالمية                    | 16 مايو 2008          | ?                     |

## وصلات خارجية
- موقع وزارة الخارجية الأوكرانية